# Szajano-Susenszkojei-víztározó
A Szajano-susenszkojei-víztározó (oroszul Саяно-Шушенское водохранилище [Szajano-Susenszkoje vadahranyiliscse]) Oroszországban, Dél-Szibériában, a Jenyiszej felső folyásának medrében kialakított mesterséges tó. 

## Ismertetése
A Szajano-susenszkojei vízerőmű 242 m magas gátja mögött, a Nyugati-Szaján hegyei közötti keskeny, kanyonszerű folyóvölgyben, a Jenyiszej vizének visszaduzzasztásával keletkezett. A gát Szajanogorszk város közelében, Cserjomuski településen épült. Építését 1965-ben kezdték meg, a folyó medrét 1975-ben rekesztették el. A víztározót először 1990 őszén töltötték fel teljesen, a norma szerinti 540 m-es vízszintig.
A víztározó Hakaszföld keleti határán, a Krasznojarszki határterület déli részén és Tuva nyugati felén 290-320 km hosszan kígyózik. Legnagyobb mélysége 220 m (a gátnál). Igazi mesterséges tó formája csak délen, a Tuvai-medencében van, ott legnagyobb szélessége 9 km. A tározó legnagyobb befogadóképessége 31,3 km³. 540 m tengerszint feletti magasságban meghatározott normál vízszint mellett a vízfelszín területe 621 km². A téli legalacsonyabb megengedett vízszint 500 m, vagyis az éves vízszint-ingás 40 m lehet. 
Az óriási víztömeg a korábbinál 2-3 héttel lassabban melegszik fel tavasszal, illetve hűl le ősszel. Télen a jégréteg a középső szakaszon kb. egy hónappal – a gát melletti részen 1,5–2 hónappal – később alakul ki, mint a folyónak ugyanazon a részén korábban, és május közepéig marad meg.
A víztározóba ömlő nagyobb bal oldali mellékfolyó a Kantyegir (209 km) és a Hemcsik (320 km), jobb oldali az Usz (236 km).

## Környezeti károk és védelem
A mesterséges tó létrehozásával 546 km²-nyi szárazföld került víz alá, ebből 489 km² erdő. A terület jelentős részét előzőleg nem tisztították meg az erdőktől, ezért a víztározó felszínén és fenekén hatalmas mennyiségű rothadó fatörzs torlódott össze. A 2000-es évek elején az átfogó tisztítás hatására a helyzet és a víz minősége sokat javult. 
1976-ban a tározó mentén, a Krasznojarszki határterület Jermakovszkojei- és Susenszkojei járásában természetvédelmi területet hoztak létre. Célja többek között a víztározó ökológiai hatásainak tanulmányozása, a károk enyhítése. A közel négyszázezer hektárnyi terület 1988 óta bioszféra-rezervátum is.